# South Petherwin
South Petherwin – wieś w Anglii, w Kornwalii. Leży 99 km na północny wschód od miasta Penzance i 315 km na zachód od Londynu. W 2001 miejscowość liczyła 932 mieszkańców.